# Sanpete megye
Sanpete megye az Amerikai Egyesült Államokban, azon belül Utah államban található. Megyeszékhelye Manti, legnagyobb városa Ephraim. Lakosainak száma 28 437 fő (2020. április 1.). Sanpete megye Utah, Carbon, Emery, Sevier, Millard és Juab megyékkel határos.

## Népesség
A megye népességének változása:
| Lakosok száma | 27 873 | 28 020 | 28 011 | 28 237 | 28 778 | 28 437 |
|               | 2010   | 2011   | 2012   | 2013   | 2015   | 2020   |